# پاپ ژان پل دوم (فیلم)
پاپ ژان پل دوم (انگلیسی: Pope John Paul II) فیلمی در ژانر زندگینامه‌ای است که در سال ۱۹۸۴ منتشر شد. از بازیگران آن می‌توان به آلبرت فینی، برایان کاکس، و جان فورجام اشاره کرد.